# スポーツの日 (日本)
スポーツの日（スポーツのひ）は、日本の国民の祝日の一つである。10月の第2月曜日。
1964年（昭和39年）に東京オリンピックの開会式が行われた10月10日を「体育の日（たいいくのひ）」に定め国民の祝日とし、2000年（平成12年）から移動祝日になり、2020年（令和2年）に現在の名称に改称した。
日本の移動祝日の中では、一年の内で最後の祝日である。日本の祝日では、初めての英語由来の片仮名の名称である。

## 概要
1966年（昭和41年）に「体育の日」として制定され、制定当初から1999年（平成11年）までは10月10日、2000年（平成12年）以降は10月の第2月曜日とされていた。
2018年（平成30年）6月20日に国民の祝日に関する法律（祝日法、昭和23年7月20日法律第178号）が改正され、2020年（令和2年）1月1日に施行されたことで、体育の日が「スポーツの日」に変更された。
同法でスポーツの日の趣旨は「スポーツを楽しみ、他者を尊重する精神を培うとともに、健康で活力ある社会の実現を願う。」とされている。

## 沿革

### スポーツ振興法による「スポーツの日」の制定
1961年（昭和36年）に公布されたスポーツ振興法では、10月の第1土曜日を「スポーツの日」に制定していた。

### 「体育の日」の制定
1964年（昭和39年）に東京オリンピックの開会式が行われた10月10日を、1966年（昭和41年）に「体育の日」に定め国民の祝日とした。これに伴い、スポーツ振興法で定めたスポーツの日は体育の日に改められた。最初の体育の日である1966年（昭和41年）10月10日は、月曜日だった。
2000年（平成12年）から、国民の祝日に関する法律の一部を改正する法律（平成10年法律第141号）によって「ハッピーマンデー制度」が適用され、体育（スポーツ）の日は10月の第2月曜日となったが従来の10月10日が第2月曜日にあたる年もあり、「ハッピーマンデー制度」の適用後では2005年（平成17年）が最初となった。

### 「スポーツの日」への名称変更
超党派の国会議員でつくるスポーツ議員連盟により、2016年（平成28年）に「体育の日」を「スポーツの日」に変更する検討が始められ、2017年（平成29年）には改正法案の国会提出が準備された。「スポーツ」は、「体育」より広い意味を持ち、自発的に楽しむことを含意することが変更の理由とされる。
2018年（平成30年）6月13日に改正祝日法が参議院本会議で可決・成立し、2020年（令和2年）1月1日付で「体育の日」は「スポーツの日」へと改められることが決定した。また、その趣旨も、体育の日の「スポーツにしたしみ、健康な心身をつちかう」から、「スポーツを楽しみ、他者を尊重する精神を培うとともに、健康で活力ある社会の実現を願う」に改められた。
また、「スポーツの日」は史上初めてカタカナ用語の入った祝日で、英語の名称による祝日である。
「体育」を「スポーツ」に改める動きは、スポーツの日に限ったものではなく、2018年（平成30年）4月1日には日本体育協会が日本スポーツ協会に名称を変更している。また、改正祝日法と同日に可決・成立した改正スポーツ基本法では、「国民体育大会」を2023年から「国民スポーツ大会」に改称することが定められている。
2020年は東京オリンピック・パラリンピックが開催されることに伴い、同年に限り東京五輪・パラリンピック特措法により、スポーツの日は東京オリンピックの開会式の当初の予定日だった7月24日（金曜日）に変更された。海の日も同特措法により7月23日（木曜日）に移動されたため、続く土曜日・日曜日を含め4連休となった。なお、東京オリンピックはその後新型コロナウイルス感染拡大のため翌年に延期されたが、これによる2020年の祝日の再変更はされずそのまま実施された。これにより、1965年（昭和40年）以来55年ぶりに10月が祝日のない月となった。また、2021年（令和3年）は令和三年東京オリンピック競技大会・東京パラリンピック競技大会特別措置法により、1年延期された東京オリンピックの開会式の予定日の7月23日（金曜日）にこの年に限り変更された。海の日も前日の7月22日（木曜日）に移動されたため、前年に引き続き土曜日・日曜日を含め4連休となった。
なお、2021年は特別措置法の法改正が2020年11月末に成立したため、既に印刷が始まっていた一部のカレンダーや手帳では祝日の移動などの修正が反映されないまま市場に流通した。この事を受けて、日本政府が同年10月11日は平日である旨をTwitterなどで呼び掛ける事態になった。

## スポーツの日（体育の日）に開催されている行事
- 出雲全日本大学選抜駅伝 - 例年、この日に開催されている[16]（1994年[注 3]、2020年[注 4]、2021年を除く）。
- マイルチャンピオンシップ南部杯 - 1995年以降開催日はスポーツの日（体育の日）に固定されている（2020年と2021年を除く）。